# Алмаз (компьютер)

Инженерный пульт управления ЭВМ «Алмаз»

Алмаз — советская экспериментальная военная ЭВМ.

## Создание
ЭВМ создавалась в КБ-1 интернациональным коллективом разработчиков, работу над созданием которой возглавили конструктор радиолокационных систем Ф. В. Лукин, инженер-конструктор Д. И. Юдицкий, математик И. Я. Акушский. При разработке широко использовалась методы модульной математики, например модулярная функция и сравнение по модулю. После приёмки проекта государственной комиссией в 1967 был получен заказ на разработку многопроцессорной ЭВМ для целей ПРО в проектном комплексе «Аврора» с ракетой А-351, известной впоследствии как 5Э53.

## Описание
Разрядность составляла 45 бит, модулярный процессор имел производительность 3,5 миллиона алгоритмических операций в секунду, обеспечивались сложные функции в одной команде и работа с данными переменной длины, объём оперативной памяти 217 45-разрядных значений.